# Gryllopsis femorata
Gryllopsis femorata är en insektsart som beskrevs av Lucien Chopard 1935. Gryllopsis femorata ingår i släktet Gryllopsis och familjen syrsor. Inga underarter finns listade i Catalogue of Life.